# Lasioglossum kirgisicum
Lasioglossum kirgisicum är en biart som beskrevs av Ebmer 1972. Lasioglossum kirgisicum ingår i släktet smalbin, och familjen vägbin. Inga underarter finns listade i Catalogue of Life.